# Des Moines Oak Leafs
Die Des Moines Oak Leafs waren ein US-amerikanisches Eishockeyfranchise der International Hockey League aus Des Moines, Iowa. Die Spielstätte der Oak Leafs war die Des Moines Ice Arena. 

## Geschichte
Die Des Moines Oak Leafs wurden 1961 als Franchise der neugegründeten semi-professionellen United States Hockey League gegründet. Nach zwei Jahren wechselte die Mannschaft in die vollprofessionelle International Hockey League. Ihr größter Erfolg war das Erreichen des Finales um den Turner Cup in der Saison 1970/71, in dem sie den Port Huron Flags in der Best-of-Seven-Serie mit 2:4 Siegen unterlagen. Nachdem sie in der folgenden Spielzeit in der ersten Playoffrunde ausschieden, wurde das Franchise verkauft und nahm anschließend unter dem Namen Des Moines Capitols am Spielbetrieb der IHL teil.   

## Team-Rekorde (IHL)

### Karriererekorde
Spiele: 448  Ivan Prediger
Tore: 186  John Annable
Assists: 217  John Annable
Punkte: 403  John Annable
Strafminuten: 1519  Ivan Prediger